# Mas Ramon
El Mas Ramon és una masia del poble de Guarda-si-venes, al municipi de Guissona (Segarra) inclosa a l'Inventari del Patrimoni Arquitectònic de Catalunya.

## Descripció
És un edifici de tres cossos(dos d'habitatge). El cos principal és el central, consta de tres plantes. A la façana principal (est), a la planta baixa, hi ha gran entrada amb arc de mig punt adovellat. A la dovella central, hi ha un escut. L'entrada, te porta de fusta de doble batent. A cada costat de l'entrada, hi ha una finestra amb reixa. A la planta següent, tres finestres de forma rectangular amb les pedres que formen l'obertura sobresurten com a forma de decoració. Al darrer pis hi ha una obertura de mig punt. Entre el darrer pis i la segona planta, hi ha les sigles de MAS RAMON.
A la façana lateral dreta (Nord), hi ha gran part de la façana tapada per edifici annex. La part que queda descoberta, no té obertures. La façana lateral esquerra (Sud), està tapada per un altre cos que també forma part de l'habitatge. A la façana oposada a la principal (Oest), a la planta baixa, hi ha l'entrada. A les plantes superiors, hi ha diverses finestres. La coberta és de dues vessants (nord-sud), acaba amb teula. Té dues xemeneies.
Adjunt a la façana sud del primer cos, hi ha un altre edifici, que forma part de l'habitatge. Consta de dues plantes i una terrassa. A la planta baixa, hi ha una entrada rectangular, a la planta següent, hi ha dues finestres acabades en arc de mig punt. A la darrera planta, hi ha una terrassa. A la façana lateral esquerra, hi ha diverses finestres.
El tercer cos, té funció de magatzem, té una planta. A la façana principal (Est), hi ha una entrada rectangular. A la façana lateral dreta(Nord), hi ha dues finestres. La coberta és de dues vessants(Est-Oest), acabada amb teula.
Hi ha una gran jardí que envolta el recinte per les façanes sud i oest. Hi ha una entrada que dona al jardí per la façana sud. Tots els cossos estan arrebossats i pintats de blanc. Està situat al peu de la carretera L-314 en direcció a Selvanera, a un 2km de Guissona.